# 沖那つばさ
沖那 つばさ（おきな つばさ、1983年6月6日 - ）は、日本の元AV女優。
神奈川県出身。身長:166cm。スリーサイズ:B85(D)・W59・H86。血液型:A型。

## 略歴・人物
2002年12月にAVデビュー。

## 出演作品

### アダルトビデオ
2002年
- LOVE BERRY 2（12月18日、エッチアールシー）　※デビュー作

2003年
- WISH HAPPY（1月23日、エッチアールシー）
- EMBRACE YOU（2月23日、エッチアールシー）
- First Love（2月28日、エッチアールシー）
- Smile Tomorrow（3月23日、エッチアールシー）
- 裏・特別病棟（4月4日、グレイズ）
- 痙攣～ケイレン～絶頂体（4月18日、グレイズ）
- 真・コスプレ補完計画　ツバサ、出撃（4月23日、エッチアールシー）
- Shadow Desire（5月23日、エッチアールシー）
- 沖那つばさと学校でしようよ！（6月6日、グレイズ）
- 極・本番（6月20日、グレイズ）
- JUST MORE LOVE（6月23日、エッチアールシー）…総集編
- テンつば～Tennen Tsubasa～（7月23日、エッチアールシー）
- 監禁嬢･零れた涙…（7月21日、h.m.p）
- ツバサ、出撃（7月25日、エッチアールシー）
- Still in love（8月22日、エッチアールシー）
- ぶっかけ変態汁　ヤバすぎる未体験プレイ（8月31日、銀河映像）
- ドリームシャワー52（10月3日、ワープエンタテインメント）
- 沖那つばさとしようよ！ 4時間（10月3日、グレイズ）…総集編
- GLAY'Z 女子校生28時間SPECIAL Vol.3（10月17日、グレイズ）…総集編
- Wet*Girl 3（12月4日、ドリームチケット））…オムニバス作品
- クラブ活動　思春期妄想日記（12月4日、ドリームチケット）
- 極・本番SPECIAL 4時間（12月5日、グレイズ）…総集編
- Gals*Mini 02（12月28日、ドリームチケット）…オムニバス作品

2004年
- GLAY'Z  ALBUM 4時間 Vol.2（1月9日、グレイズ）…総集編
- あなただけにあげちゃう　変態○プレゼント　激ヤバ120分MAX（1月20日、銀河映像）…総集編
- ナマでＨしよ 中出し大好きなの（2月1日、マルクス兄弟）
- ANGEL HOSPITAL（2月8日、アイデアポケット）
- Platinum Ticket 21（3月5日、ドリームチケット）
- CHER G1 DIGEST 2004（3月23日、エッチアールシー）…総集編
- PUSSY＆HIP（4月15日、MOODYZ）
- CHER BEST SELECTION 8（4月30日、エッチアールシー）…総集編
- Ｍ嬢覚醒2（6月1日、ワンズファクトリー）
- Backs 7TH（6月4日、ワープエンタテインメント）
- STAR BOX 42（6月16日、ワープエンタテインメント）
- BiKiNiファッカーズ（6月30日、h.m.p）
- うわさの裏事情を暴く　ウブなグラビア★アイドルをクチュクチュしまくり！（6月30日、芳友舍）
- グラビア★アイドル 生FUCK5時間 特典おまけ付き映像スペシャル（7月21日、h.m.p）
- CHER PREMIUM SELECTION SPECIAL（7月23日、エッチアールシー）…総集編
- ラブレズ 持田ゆき・沖那つばさ（9月15日、みるきぃぷりん♪）
- ｌｅｇ　沖那つばさ・ゆりあ（10月8日、未来 フューチャー）
- イイ女狩り 3（10月22日、ケイ・エム・プロデュース）
- もしもこんな痴女がいたら…。 3（11月26日、ケイ・エム・プロデュース）
- 性器くっきり（つばさ）　モザイクなし（12月1日、グレイズ）
- マルクス☆レジェンドNON-STOP 4時間（12月8日、マルクス兄弟）…総集編
- 極スペルマ・ぶっかけ230連発DX 4時間（12月8日、マルクス兄弟）…総集編

2005年
- MILKY COLLECTION Vol.2（1月15日、みるきぃぷりん♪）…総集編
- フェイス 79（1月21日、アウダースジャパン）
- 裏FACE催眠［赤］Ⅷ（1月21日、アウダースジャパン）
- AVアイドルを舞台に上げてヤジとイジメで犯しまくる（2月17日、甲斐正明）
- スケイス３（3月8日、みるきぃぷりん♪）
- RE-Mix 受精中出しFUCK 3時間（6月13日、マルクス兄弟）…総集編
- 天然Style　沖那つばさ（7月19日、チャンネルヴィ）
- 痴女　4時間 2（7月22日、ケイ・エム・プロデュース）…総集編
- カリスマ女優プライベートSEX4時間（8月13日、マルクス兄弟）…総集編
- みるきぃぷりん♪♪ぜんぶ。3（8月19日、みるきぃぷりん♪）…総集編
- フェラチオデジモコレクション（9月29日、アイデアポケット）…総集編
- ANGEL HOSPITAL BEST（10月1日、アイデアポケット）…総集編
- Angel Premium 8 （11月20日、アイデアポケット）…総集編
- 麗しの人妻ダイレクト 2（11月21日、ケイネットワーク）

2006年
- 痴女コンプレックス（6月19日、スタイルアート）
- 全部見せます!2005年～2006年発売全13タイトル 101人750分緊急大放出2枚組（7月21日、アイデアポケット）…総集編